# Karl Willy Wagner
Pour les articles homonymes, voir Wagner.
Karl Willy Wagner (né le 22 février 1883 à Friedrichsdorf et mort le 4 septembre 1953 dans la même ville) est un ingénieur en communications allemand qui, au côté de George Ashley Campbell, est le cofondateur de la théorie des filtres électriques.

## Biographie
Wagner est le fils de Georg Wilhelm Wagner et d'Emilie Zeline, née Gauterin. La mère est une huguenote traditionnelle, dont la famille immigrée de Champagne en 1690 est l'une des fondatrices de Friedrichsdorf. 
Après le lycée, son oncle Gustav Gauterin le forme dans son atelier de mécanique de la Bahnstrasse. Il commence ensuite à étudier le génie électrique à l'université technique de Bingen en avril 1900 et passe son examen d'ingénieur en 1902. Au cours de ses années d'études à Bingen am Rhein, il rejoint le Technischen Sängerkreis Loreley, maintenant l'équipe Rheno-Teutonia, avec laquelle il est resté connecté jusqu'à sa mort. Il occupe ensuite un poste d'enseignant au centre technique de Bad Frankenhausen. En 1903, il publie Beitrag zur Theorie elektrischer Schwingungen. De 1904 à 1908, il travaille comme ingénieur de recherche au laboratoire haute tension de Siemens-Schuckert à Berlin . 
Le 1er avril 1909, sur recommandation de son directeur de thèse, il obtient un poste d'ingénieur télégraphe «provisoire» au Kaiserlichen Telegraphen-Versuchsamt  à Berlin. Il est mandaté ici pour améliorer le téléphone Bell, qui est encore utilisé à l'époque, afin de pouvoir effectuer des appels sur de longues distances. Il travaille notamment dans les domaines de la propagation des courants électriques dans les longs câbles (ondes progressives) et des séquelles diélectriques. Le chef de l'office du Reich aux Postes, Karl Strecker, qui est impliqué dans le développement du réseau transocéanique de câbles télégraphiques, aime tellement son essai Verlauf telegraphischer Zeichen in langen Kabeln qu'il l'embauche. Avec le câblier Stephen de la Norddeutschen Seekabelwerke, il met à la mer des câbles entre l'Afrique de l'Ouest et le Brésil. 
Dans l'intervalle, il obtient son doctorat en 1910 de l'université de Göttingen avec la thèse Der Lichtbogen als Wechselstromerzeuger et habilité en 1912 à l'université technique de Berlin, où il est d'abord professeur privé. 
En 1913 (ou à l'automne 1912), il est nommé professeur et membre du Physikalisch-Technische Reichsanstalt. Il est responsable de la gestion des laboratoires d'électrotechnique et y effectue des recherches dans les domaines des ondes progressives et de la théorie des guides de chaîne, ce qui le conduisit à l'invention de la chaîne de tamisage en 1915. 
Pendant la Première Guerre mondiale, il travaille sur l'amélioration des stations sans fil pour les avions et les sous-marins et développe une méthode de téléphonie secrète pour l'armée. En 1917/18, il travaille pour Telefunken. 
En décembre 1918, il retourna au poste de Reichspost et devient directeur du Telegraphen-Versuchsamtes. Il essaye maintenant la téléphonie multiple et introduit la méthode de la fréquence porteuse chez Deutsche Post. Cette procédure soutient la reconstruction du trafic longue distance qui s'est effondré pendant la Première Guerre mondiale. Avec l'organisation de la recherche, Wagner devient aussi connu que par ses recherches expérimentales dans le domaine de la technologie radio. 
Après la retraite de Strecker, il est président de l'institut successeur, le Telegraphen-Technischen Reichsamt, de 1923 à 1927. 
En 1924, il fonde la revue Elektrische Nachrichtentechnik. 
Au TH Berlin, où il enseigne en même temps, il est nommé professeur honoraire en 1925. En octobre 1926, il écrit un mémorial à la création d'un institut pour l'étude des vibrations électriques et acoustiques. En août 1927, il est nommé professeur doté de théorie générale des vibrations au TH Berlin et à la fondation de l'institut de recherche sur les vibrations, qui est inauguré en mars 1930 sous le nom de Heinrich Hertz Institut (HHI, Franklinstrasse 1). En tant que directeur, il travaille sur l'analyse du bruit et du bruit, la réplication des voyelles, l'ionosphère etc. 
Il examine intensivement des formants au printemps 1933 avec Winston E. Kock et Oskar Vierling comme assistants. 
Trois ans après la prise du pouvoir par les nationaux-socialistes sa carrière s"interrompt brusquement. Puisqu'il refuse de licencier des employés juifs, il est démis de ses fonctions en 1936 et renvoyé en tant que directeur de l'institut. 
Le physicien et mathématicien Alfred Thoma, assistant de Karl Willy Wagner de 1934 à 1936, puis coéditeur de la revue Archiv der Elektrischen Telekommunikation, décrit les circonstances du licenciement dans son autobiographie. Puisqu'il est la seule personne présente au tribunal mis en scène par les national-socialistes dans l'auditorium de l'Institut Heinrich Hertz, il est immédiatement licencié. Les deux ont une amitié étroite jusqu'à la fin de leur vie. 
Wagner travaille ensuite comme tuteur privé en Thuringe. 
De 1943 à 1945, il travaille comme consultant sur les questions scientifiques pour le département Recherche, Inventions et Brevets du Haut Commandement de la Marine. Après l'effondrement, en 1945, il est nommé par le gouvernement militaire américain pour présider un comité de planification chargé de reconstruire les postes et télécommunications dans ce qui est alors le bizone. Après avoir terminé ce travail, il est retourné à son travail scientifique. 
Depuis 1937, il travaille avec véhémence, mais sans succès au départ, à Friedrichsdorf pour installer un mémorial dans l'ancienne maison de Philipp Reis. Ce n'est qu'en 1951 que la démolition est imminente que, en plus de nombreux résidents de Friedrichsdorf, il fait adhérer le Physikalischer Verein et l' Oberpostdirektion Frankfurt à son idée. Le mémorial est posé le 27 octobre 1952 et a depuis ouvert ses portes au musée municipal. 
Après la mort de sa sœur Ella, veuve du boulanger Ludwig Schmitt, il hérite de la maison de la Hugenottenstrasse 61 à Friedrichsdorf, où il emménage avec sa femme. Ici, il est impliqué dans diverses associations, en particulier dans l'Association huguenote allemande, et a prend la présidence de l'association touristique. 
En 1949, une collection de conférences est apparue sous le titre Bau und Entstehung des Weltalls. La même année, il prend la présidence de l'Académie des sciences et de la littérature, précurseur de l'Université de Mayence, qu'il cofonde, où il est nommé professeur honoraire en 1951. 
Il est également membre de l'Académie allemande des sciences de Berlin, docteur honoris causa de l'Université de Stockholm et membre de l'Académie royale suédoise d'ingénierie et président honoraire de l'Université de technologie de Darmstadt. En 1953, il devient grand-croix de l'ordre du Mérite de la République fédérale d'Allemagne. Le 3 septembre 1953, il décède d'une crise cardiaque tôt le matin.

## Honneurs
- 1919: Médaille d'or Cedergrene ( Stockholm )
- 1925: Citoyen d'honneur de l'Université technique de Karlsruhe et membre à part entière de l'Académie des sciences de Berlin
- 1929: Médaille d'or Heinrich Hertz
- 1930: Badge Slaby de l'Association allemande des radios
- 1931: Membre honoraire de l'Académie américaine des arts et des sciences, Boston
- 1933: Pièce commémorative Gauß-Weber de l'Université de Göttingen
- 1935: Membre correspondant de l'Académie royale des sciences de l'ingénieur de Suède
- 1949: Président de l'Académie des sciences et des lettres de Mayence
- 1951: Professeur honoraire à l'Université de Mayence
- 1953: Grand-croix de l'ordre du Mérite de la République fédérale d'Allemagne
- Sénateur honoraire de l'Université technique de Berlin-Charlottenbourg
- Membre honoraire de l'Association des ingénieurs électriciens allemands et de l'Association électrotechnique e. V., Berlin
- Doctorat honoris causa de l'Université de Stockholm
- Président honoraire de l'Université de technologie de Darmstadt

## Travaux
- Elektromagnetische Ausgleichsvorgänge in Freileitungen und Kabeln. Teubner, Leipzig 1908.
- Dielektrische Eigenschaften von verschiedenen Isolierstoffen. (Mitteilung aus dem Kaiserlichen Telegraphen-Versuchsamt.) Springer, Berlin 1914.
- Induktionswirkungen von Wandlerwellen in Nachbarleitungen. (Mitteilung aus der Physikalisch-Technischen Reichsanstalt.) Springer, Berlin 1914.
- Über Präzisionswiderstände für hochfrequenten Wechselstrom. (Mitteilung aus der Physikalisch-Technischen Reichsanstalt. 2. Mitteilung.) Springer, Berlin 1915.
- Die wissenschaftlichen Grundlagen des Rundfunkempfangs. Springer, Berlin 1927.
- Les Propriétés des matières isolantes électrotechniques et leur mesure. Paris 1932.
- Das lärmfreie Wohnhaus. VDI, Berlin 1934.
- Ein neues elektrisches Sprechgerät zur Nachbildung der menschlichen Vokale. Verlag der Akadademie der Wissenschaften, Berlin 1936.
- Operatorenrechnung nebst Anwendungen in Physik und Technik. Barth, Leipzig 1940.
- Einführung in die Lehre von den Schwingungen und Wellen. Dieterich'sche Verlagsbuchhandlung, Wiesbaden 1947.
- Bau und Entstehung des Weltalls. Vieweg, Braunschweig 1949.
- mit W. Kossel und F. Hund: Das Molekül und der Aufbau der Materie. Vieweg, Braunschweig 1949.
- Operatorenrechnung und Laplacesche Transformation nebst Anwendungen in Physik und Technik. 3. Auflage. Bearbeitet von Alfred Thomas. Barth, Leipzig 1962.
- Elektromagnetische Wellen; Eine Einführung in die Theorie als Grundlage für ihre Anwendung in der elektrischen Übertragungstechnik. Birkhäuser, Basel 1953.
- Archiv der elektrischen Übertragung.  Band 4 (1950), Band 15 (1961), Band 16 (1962).